# Crepidodera luminosa
Crepidodera luminosa es un coleóptero de la familia Chrysomelidae. Fue descrita científicamente en 1986 por Parry.